# R&F Properties
Guangzhou R&F Properties Company Limited — китайская строительная компания, один из крупнейших застройщиков и девелоперов КНР, также работает в некоторых других странах мира (Малайзия, Камбоджа, Южная Корея, Австралия, Великобритания, США). За 2020 год было сдано недвижимости общей площадью 11,53 млн м² стоимостью 138,8 млрд юаней.

## История
Компания была основана в Гуанчжоу в августе 1994 года. С 14 июля 2005 года акции компании котируются на Гонконгской фондовой бирже. В августе 2005 года была создана гонконгская дочерняя компания R&F Properties (HK) Company; дочерние компании в Малайзии и Великобритании были основаны в 2013 году, в Австралии и Сингапуре — в 2014 году, в Южной Корее — в 2016 году, в Камбодже — в 2017 году.
В 2020 году R&F Properties столкнулась с серьёзными финансовыми проблемами, став единственной китайской компанией, не соответствующей всем трём показателям правила «трёх красных линий» (значения трёх финансовых величин, показывающих уровень краткосрочной и долгосрочной задолженности компании). Для улучшения показателей компании пришлось продать одну из дочерних компаний (крупный логистический центр в аэропорту Гуанчжоу) и провести дополнительную эмиссию акций.
Крупнейшими акционерами, сооснователями и сопредседателями совета директоров компании являются Ли Шилим (Li Sze Lim 李思廉, 29 % акций) и Чжан Ли (Zhang Li 張力, 27,5 % акций).

## Деятельность
Основными провинциями, автономными районами и городами КНР, в которых ведёт строительство компания, являются Гуандун (1,28 млн м² на 2020 год), Шаньси (1,23 млн м²), Внутренняя Монголия (990 тыс. м²), Чжэцзян (984 тыс. м²), Чунцин (876 тыс. м²), Шэньси (722 тыс. м²), Хэбэй (672 тыс. м²), Хайнань (652 тыс. м²), Ляонин (581 тыс. м²), Цзянсу (580 тыс. м²). 
Из отдельных городов наибольшую выручку компании дали Тайюань (7,6 млрд юаней), Чунцин (5,2 млрд), Тяньцзинь (3,6 млрд), Нинбо (3,5 млрд), Баотоу (2,5 млрд), Пекин (2,1 млрд), Хойчжоу (2,1 млрд), Харбин (2,1 млрд), Цзыбо (2,0 млрд), Гуанчжоу (1,7 млрд). Самая дорогая недвижимость расположена в Шанхае (43,3 тысяч юаней за м²), далее следуют Гуанчжоу (22,4 тыс.), Фучжоу (18,8 тыс.), Пекин (18,1 тыс.), Хайнань (17,4 тыс.), Уси (15,7 тыс.), в большинстве других городов она менее 10 тысяч юаней за м². Стоимость квадратного метра в Австралии (Мельбурн и Брисбен) эквивалентна 35,6 тыс. юаней, в Малайзии (Джохор-Бару) — 16,8 тыс., Камбодже (Пномпень) — 12,1 тыс.; зарубежные объекты принесли около 2 % выручки R&F Properties.
По состоянию на 2020 год компания являлась оператором 91 отеля (в сумме 27,4 тысячи номеров), ещё 45 отелей находились на стадии строительства; большинство отелей входят в международные сети, такие как Wanda Hotels and Resorts (51 отель), Marriott International, InterContinental Hotels Group, Hilton Hotels & Resorts, Hyatt Hotels Corporation и Accor Hotels.
Подразделения по состоянию на 2020 год:
- Строительство недвижимости — выручка 78,6 млрд юаней.
- Инвестиции в недвижимость — управление жилой, офисной и торговой недвижимостью; выручка 1,16 млрд юаней.
- Управление отелями — выручка 4,46 млрд юаней.
- Другая деятельность — неосновные направления деятельности, включая собственную футбольную команду «Гуанчжоу Сити»; выручка 1,7 млрд юаней.

## Крупнейшие активы

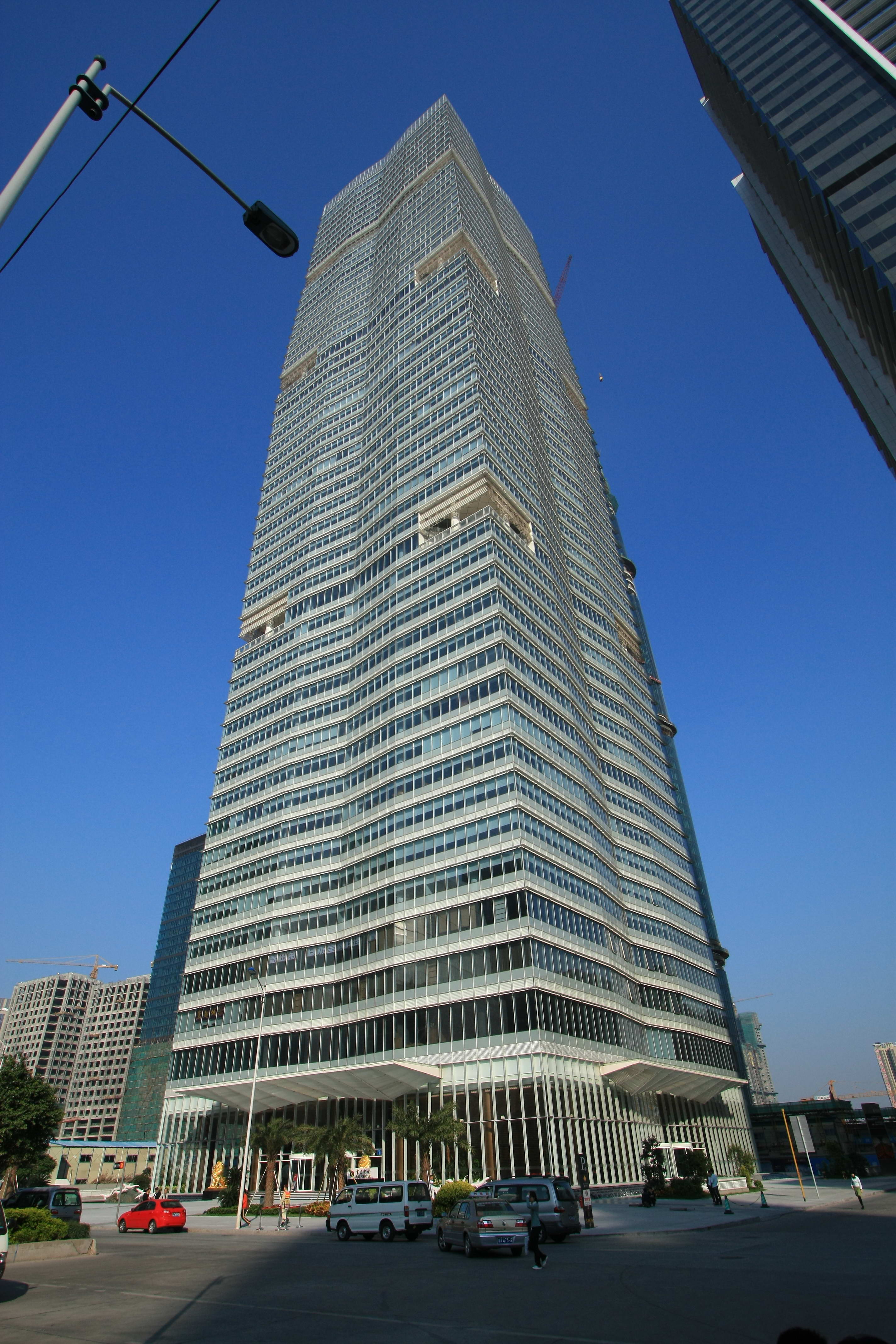
R&F Center (Гуанчжоу)
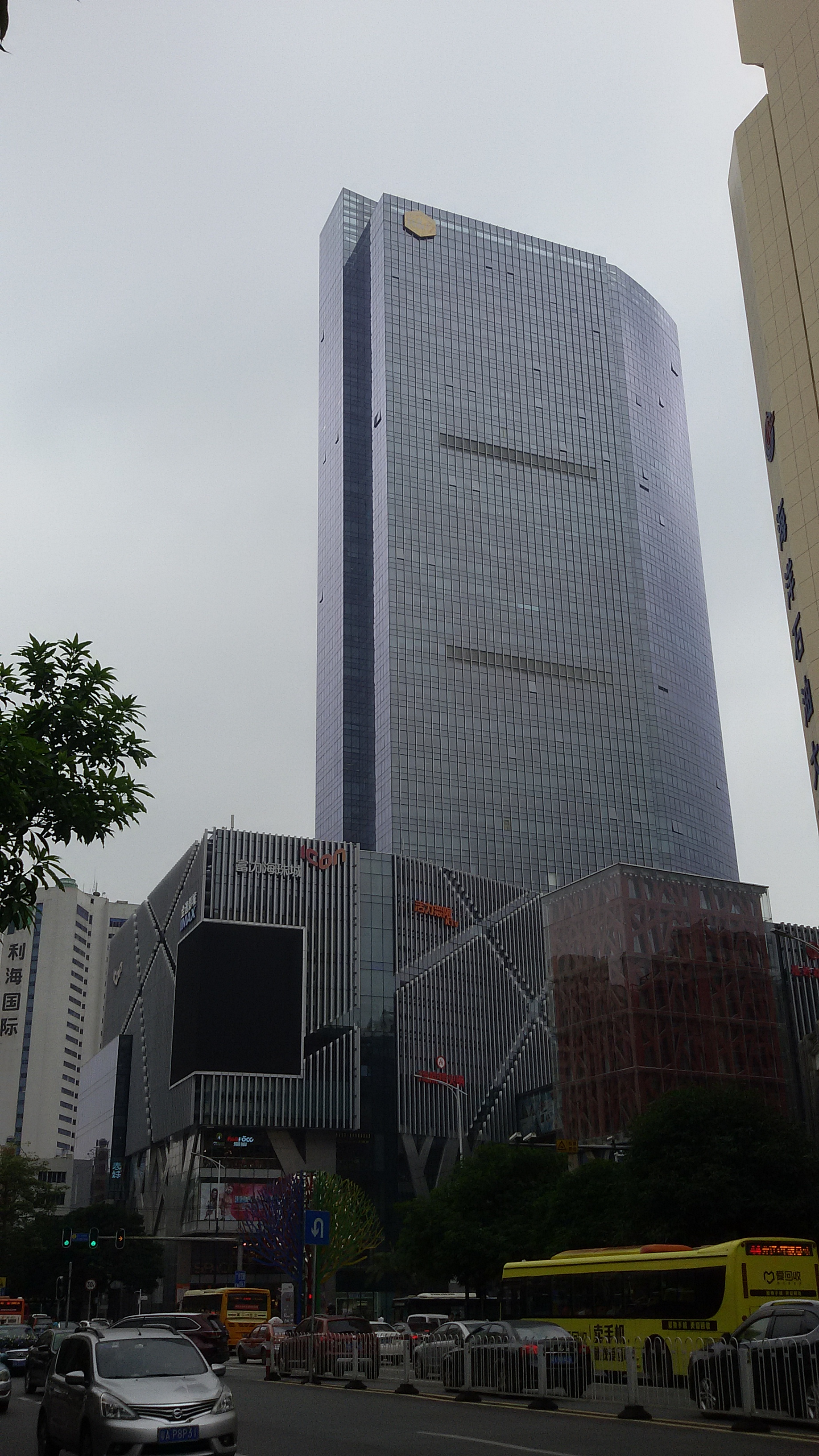
R&F Icon (Гуанчжоу)
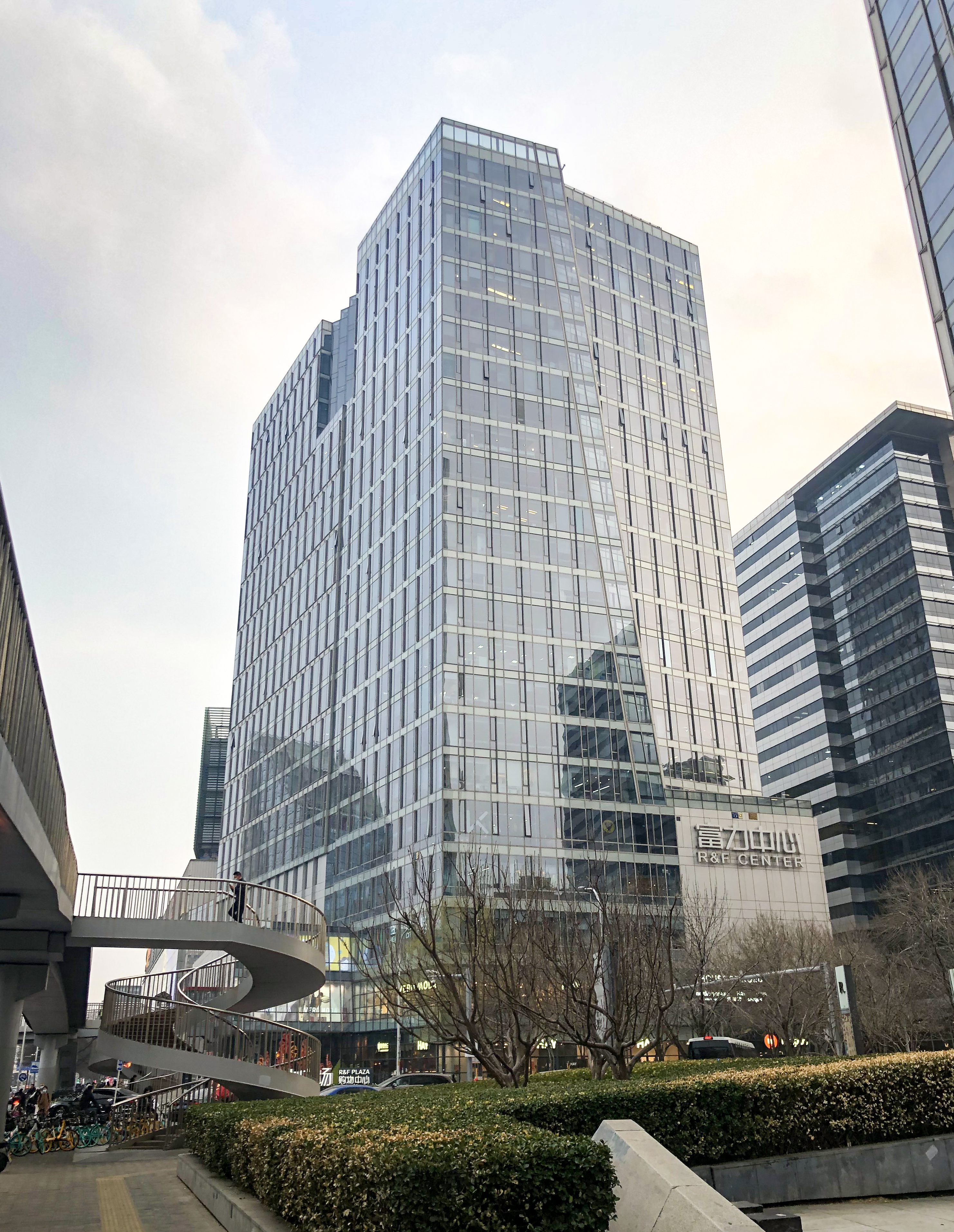
R&F Center (Пекин)

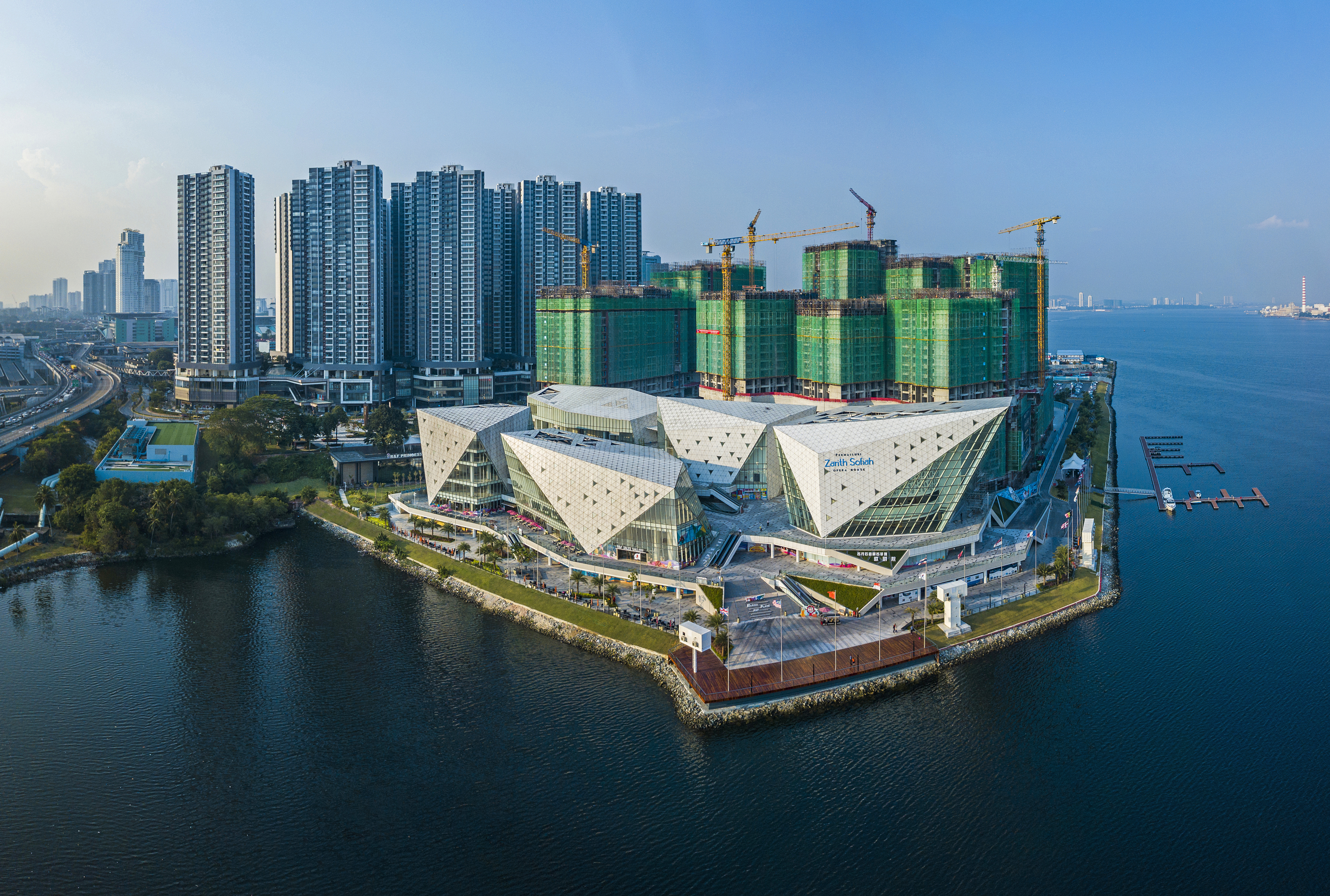
R&F Princess Cove (Джохор-Бару)
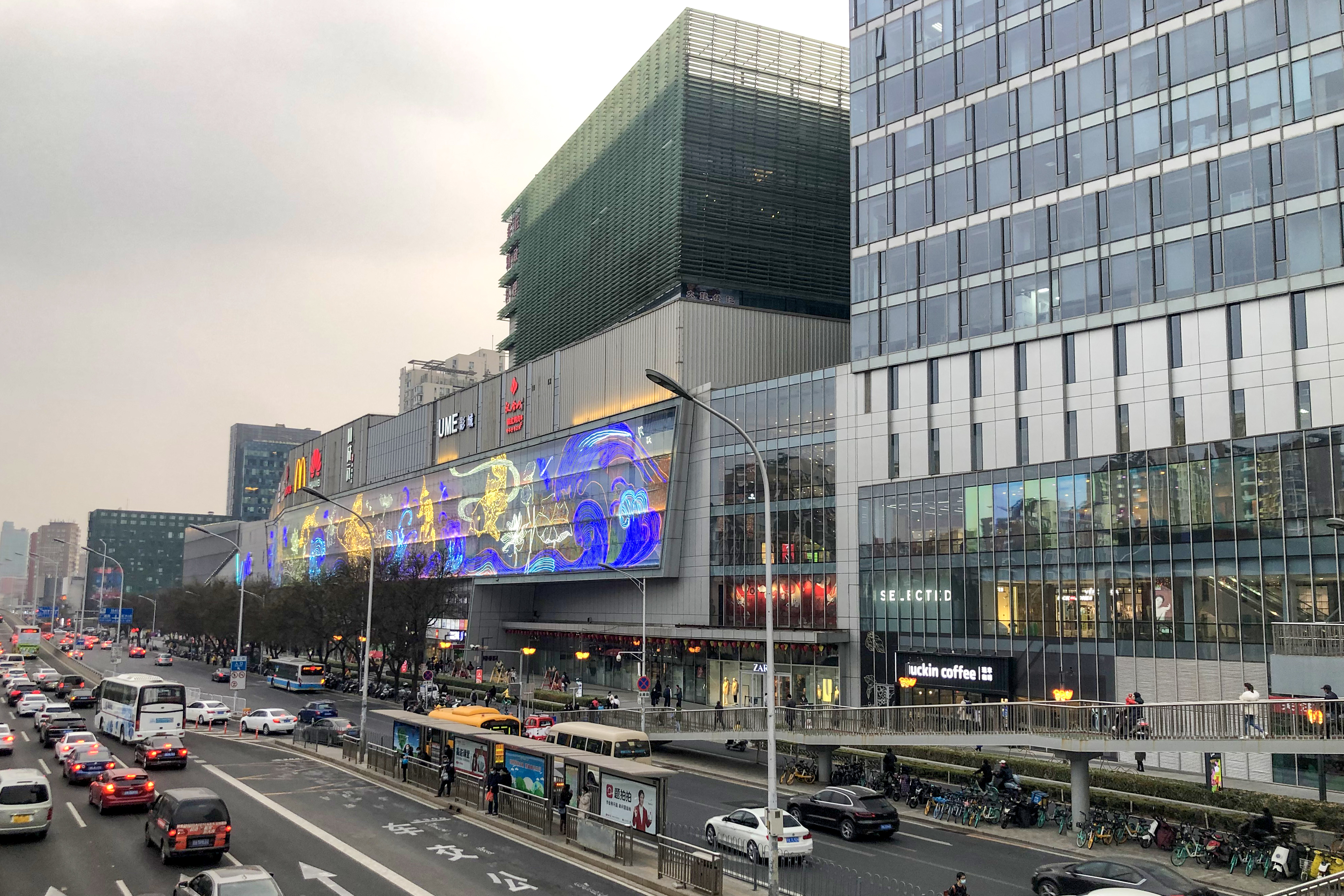
R&F Plaza (Пекин)
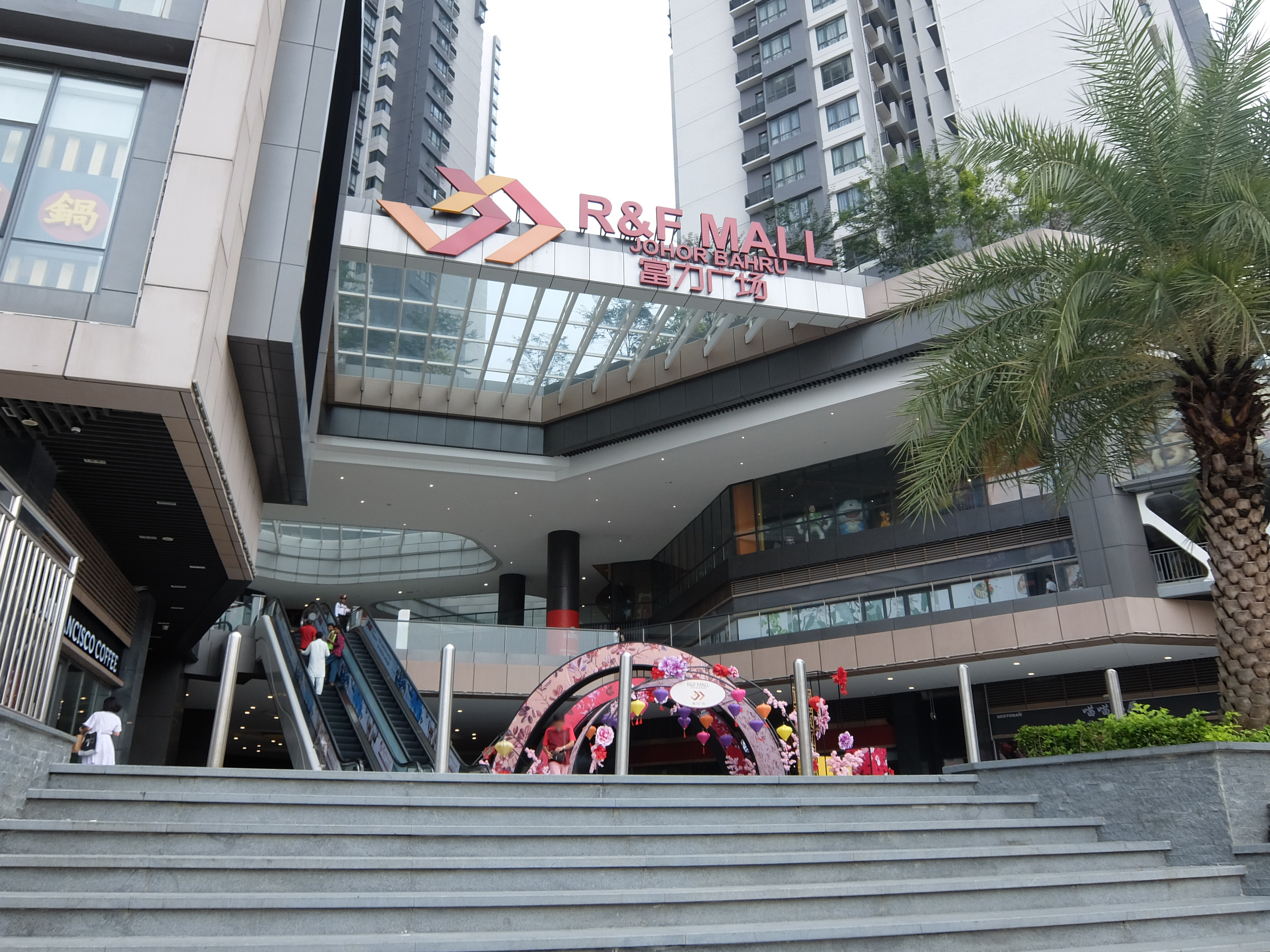
R&F Mall (Джохор-Бару)